# منصور خان
منصور خان (20 فبراير 1997 بباكستان - ) هو لاعب كرة قدم باكستاني في مركز الوسط. شارك مع منتخب باكستان تحت 23 سنة لكرة القدم ومنتخب باكستان لكرة القدم.

## وصلات خارجية
- منصور خان على موقع قاعدة بيانات كرة القدم.إي يو (الإنجليزية)
- منصور خان على موقع ناشيونال فوتبول تيمز (الإنجليزية)
- منصور خان على موقع Soccerway.com (الإنجليزية)
- منصور خان على موقع GSA (الإنجليزية)